# Saint-Brieuc-des-Iffs
Saint-Brieuc-des-Iffs (bret. Sant-Brieg-an-Ivineg) – miejscowość i gmina we Francji, w regionie Bretania, w departamencie Ille-et-Vilaine.
Według danych na rok 1990 gminę zamieszkiwało 288 osób, a gęstość zaludnienia wynosiła 35 osób/km² (wśród 1269 gmin Bretanii Saint-Brieuc-des-Iffs plasuje się na 948. miejscu pod względem liczby ludności, natomiast pod względem powierzchni na miejscu 897.).